# Солунски атентатори
Солунски атентатори је југословенски и македонски филм из 1961. године који је режирао Жика Митровић.

## Радња
Желећи да скрену пажњу светске јавности на ситуацију у Македонији под турском владавином, група младих македонских интелектуалаца - синова богатих трговаца из Велеса који живе и студирају у Солуну, одлучују да априла 1903. године направе низ напада на разне бизнисе у које је уложен стран капитал. Свесни су да остварење њихових циљева значи и њихову сигурну смрт. Они крећу у акцију жртвујући своје животе за слободу Македоније.

## Улоге
| Глумац             | Улога                        |
| ------------------ | ---------------------------- |
| Александар Гаврић  | Јордан Поп Јорданов - Орцето |
| Дарко Дамевски     | Илија Трчков                 |
| Драган Оцокољић    | Коста Кирков                 |
| Стојка Цекова      |                              |
| Александар Груден  |                              |
| Јон Исаја          |                              |
| Панче Камџик       |                              |
| Никола Автовски    |                              |
| Истреф Беголи      | Павле Шатев                  |
| Миодраг Лончар     |                              |
| Дара Милошевић     |                              |
| Петар Прличко      | Никола грнчар                |
| Стево Спасовски    | Владимир Пингов              |
| Златибор Стоимиров |                              |
| Марко Тодоровић    | Димитар Мацев                |
| Јоахим Мок         | Марсел                       |
| Јосип Запалорто    | Пиетро                       |
| Вељко Маричић      | Рихар                        |
| Марлиз Беренс      | Алис                         |